# Sebastian Mutzl (Pfarrer)

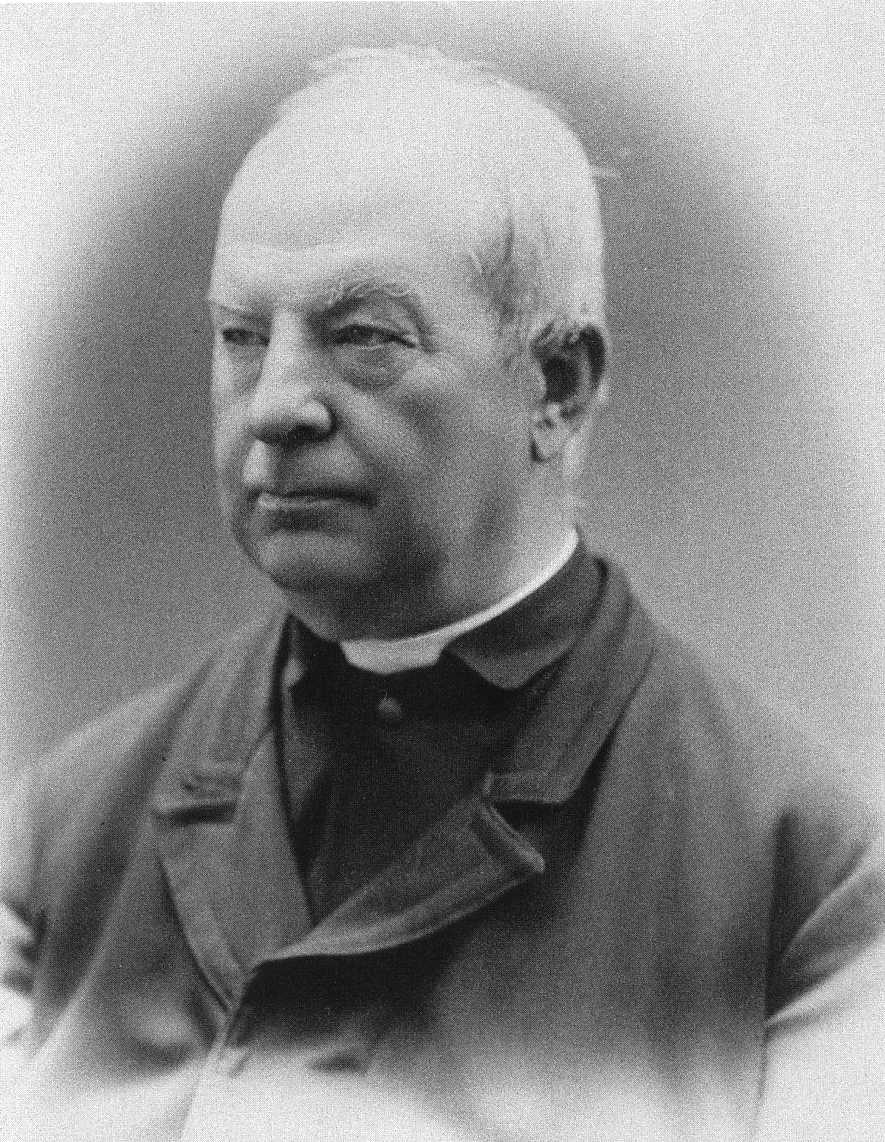
Sebastian Mutzl, 1917

Sebastian Mutzl (* 8. Mai 1831 in Landshut; † 28. Februar 1917 in Enkering) war ein deutscher katholischer Geistlicher, Kunstsammler und Künstler des 19. Jahrhunderts im Bistum Eichstätt.

## Leben
Seine Eltern waren der Gymnasiallehrer Sebastian Mutzl (sen.) (1797–1863), ab 1845 Schulrektor in Eichstätt, und Rosina geb. Zehentner (1804–1882). Sein jüngerer Bruder Heinrich (1834–1896) war als P. Rupert Mutzl Abt des Klosters Scheyern.
Mutzl besuchte von 1845 bis 1850 die Königliche Studienanstalt in Eichstätt und studierte von 1850 bis 1855 Philosophie und Theologie am dortigen Bischöflichen Lyceum. 1855 wurde er zum Priester geweiht. Danach war er Kooperator in Monheim, 1858 in Eutenhofen, 1859 in Neumarkt in der Oberpfalz und 1862 in Ornbau. 1864 besuchte er bei einer Romreise den von ihm verehrten Maler Friedrich Overbeck (* 1789; † 1869). 1866 wurde er Pfarrer in Enkering. Neben der Seelsorge widmete er sich dort seiner Leidenschaft, dem Sammeln christlicher Kunst und der eigenen künstlerischen Betätigung. Bald war er eine hochgeachtete Künstlerpersönlichkeit im katholischen Bayern, die auch außerhalb des Bistums Eichstätt künstlerisch wirken durfte. Er betätigte sich im Nazarener-Stil als Maler (Öl, Fresken), Entwurfzeichner, Restaurator und Architekt. 1888 wurde er zum Bischöflichen Geistlichen Rat ernannt und 1893 zum Dekan des Priesterkapitels Greding gewählt. 1899 schenkte er von seiner umfangreichen Sammlung 64 Objekte dem Bischöflichen Seminar Eichstätt als Fundus für ein geplantes Diözesanmuseum; weitere Kunstwerke kamen nach seinem Tod hinzu. 1905 erhielt er den Bayerischen Ludwigsorden verliehen. Er starb mit 85 Jahren in seinem Pfarrhaus.

## Würdigung
Schon als Student ließ sich Mutzl bei seinen Zeichnungen von den Münchnern Nazarenern wie Peter Cornelius und Julius Schnorr von Carolsfeld beeinflussen, später kamen Heinrich Maria von Hess, Johann Schraudolph und Friedrich Overbeck hinzu. Seine Motive entnahm er mit Ausnahme bei den Jugendzeichnungen durchwegs dem christlichen Glaubensgut. Seine spontanen, temperamentvollen Jugendarbeiten sind heute noch ansprechend; das Porträtzeichnen lag ihm. Die erst in der Spätphase entstandenen Aquarelle und Gouachen sind wie die wenigen Ölbilder aus seiner Hand von nicht sehr hoher Qualität. Sein Nazarener-Stil, der Frührenaissance folgend, entsprach dem Kunstempfinden seiner Zeit. Seinen Werken mussten deshalb zum Teil Kunstwerke früherer Epochen weichen. Der Nazarener-Zeitgeschmack hielt jedoch nicht lange an, so dass auch seine Werke im Laufe des 20. Jahrhunderts fast zur Gänze vernichtet wurden. Von Mutzls Sammeltätigkeit jedoch profitiert noch die Gegenwart, da gotische Skulpturen, mittelalterliche Tafelbilder und Reliefs, Handzeichnungen und Glasmalereien, die oft schon dem Verfall preisgegeben oder zweckentfremdet waren, von ihm mit Kennerblick entdeckt und gerettet wurden und heute in Auswahl im Domschatz- und Diözesanmuseum Eichstätt zu sehen sind.

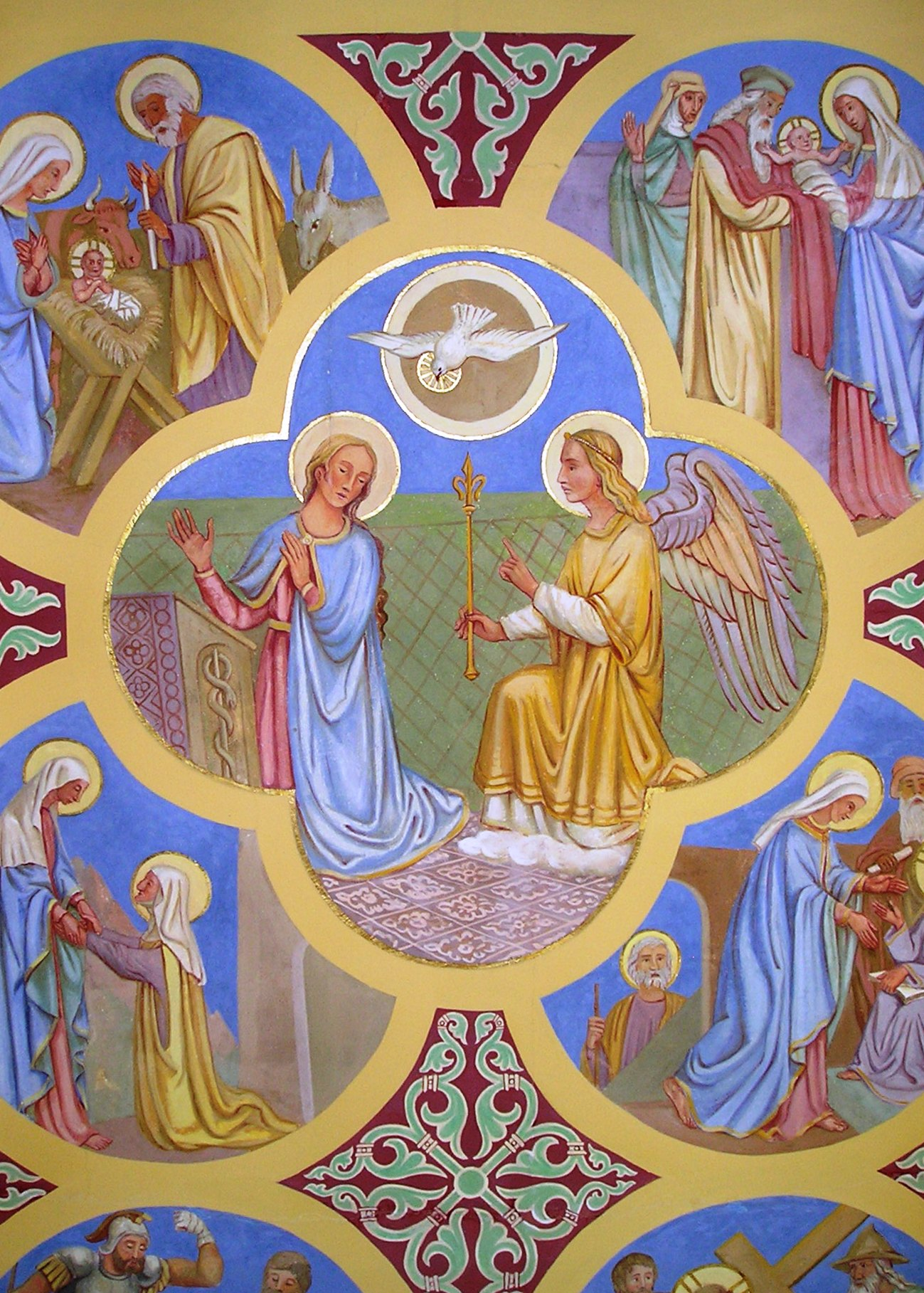
Deckengemälde von Sebastian Mutzl in der Kirche von Ilbling

## Werke (Auswahl)
- Neumarkt in der Oberpfalz, Kapelle der Schulschwestern, 1859 Gemälde (Fresko?) einer Schutzmantelmadonna (nicht erhalten)
- Ingolstadt, Münster, 1860–63 Mitwirkung bei der neugotischen Ausgestaltung, Gemälde von Seitenaltarheiligen
- Ornbau, Kapelle Matris Dolorosa, 1863 Gemälde
- Wemding, Spitalkirche Mariä Geburt, 1863 Kopie mittelalterlicher Malereien für das Augsburger Museum
- Mitteleschenbach, Gernbacher Kapelle, 1864/65 Altarerrichtung nach seinen Entwürfen
- Berching, Kirche St. Lorenz, 1868 Leitung der Renovierungsarbeiten, Aufstellung zweier Altäre nach seinen Entwürfen
- Dietfurt an der Altmühl, Franziskanerkloster, Antoniuskapelle, 1870 Antonius von Padua-Fresken
- Ilbling, Filialkirche St. Briccius, Tabernakel, 1873 Entwurf, eigenhändiges Schnitzen und Fassen einer Christus-Figur, 1884 Restaurierungsleitung (Mutzl’sche Ausstattung noch erhalten!)
- Enkering, Pfarrkirche St. Otmar, 1875 Übermalung älterer Fresken mit Fresken aus dem Leben des Kirchenpatrons (1953 Rückgängigmachung)
- Kloster Scheyern, Klosterkirche Heilig Kreuz und Mariä Himmelfahrt, 1876–79 innere und äußere Überformung im neuromanischen und im Nazarener-Stil, 1886/87 Errichtung einer Seminarkapelle nach seinen Entwürfen, 1891 Neuausmalung der Prälaturkapelle, 1893 Bildzyklus in der Königskapelle
- Zell bei Heideck, Kapelle der Taubstummenanstalt, 1877 Freskierung zusammen mit dem Maler Wirsching d. Ä.
- Dillingen, ehemaliges Franziskanerkloster, 1882 Ausmalungsleitung der Grabkapelle von Regens Johann Evangelist Wagner
- Eichstätt, Dom, 1882–87, neugotische Neuausstattung (Hochaltar- und Orgelgehäusegemälde; Relief- und Glasfenster-Entwürfe)
- Eichstätt, Bischofspalais, Hauskapelle, 1885 Deckenmalereien zur Bistumsgeschichte
- Hohenwart, Taubstummenanstalt, 1885 Kapellenbau nach seinen Entwürfen
- Mettendorf bei Greding, Wallfahrtskirche, 1885–87 Mitarbeit bei der Restaurierung
- Lutzmannstein, Pfarrkirche, 1894 Restaurierung nach seinen Entwürfen
- Eichstätt, Gesellen-(Kolping-)Haus, 1904 Bühenvorhang-Entwurf

Nach seinen Entwürfen erstellten Arbeiten der Maler Wirsching in Dietfurt und dessen Sohn Sebastian, der Deininger Maler Georg Lang, der Eichstätter Maler Alois Süßmayr und der Bildhauer Johann Wirth.

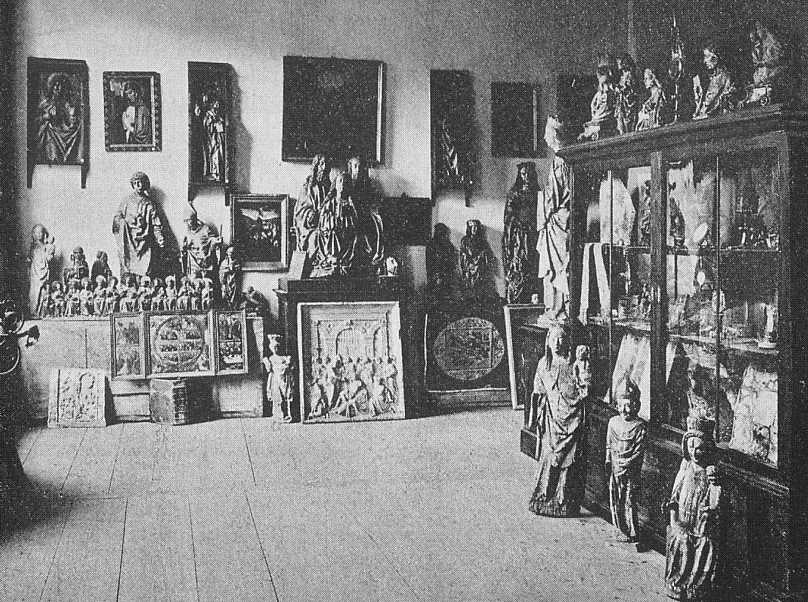
Sebastian Mutzls Sammlung, um 1915/20, Postkarte

## Schriften
- (Sammlungsregister), 1899 (handschriftlich).
- Das Diözesanmuseum. In: Franz Xaver Herb u. a. (Hrsg.): Eichstätts Kunst. München 1901, S. 83–89.

Außerdem verfasste er Nachrufe, die im Eichstätter Pastoralblatt oder im Lyceums-Jahresbericht veröffentlicht wurden.

## Archivalien
- Nachlass 17 (Sebastian Mutzl), in der Universitätsbibliothek Eichstätt[3]
- Diverse Arbeiten Mutzls in der Graphischen Sammlung der Universitätsbibliothek Eichstätt[4]